# Leptocera limosa
Leptocera limosa är en tvåvingeart som först beskrevs av Fallen 1820.  Leptocera limosa ingår i släktet Leptocera och familjen hoppflugor. Inga underarter finns listade i Catalogue of Life.